# Якупово (Кушнаренковський район)
Яку́пово (рос. Якупово, башк. Яҡуп) — присілок (у минулому село) у складі Кушнаренковського району Башкортостану, Росія. Входить до складу Матвієвської сільської ради.
Населення — 130 осіб (2010; 151 у 2002).
Національний склад:
- татари — 65 %
- башкири — 28 %